# Ewald Friedrich von Hertzberg
Ewald Friedrich, Conde von Hertzberg (Lottin, 2 de setembro de 1725 – Berlim, 22 de maio de 1795) foi um estadista prussiano nos reinados de Frederico II o Grande e de seu sucessor, Frederico Guilherme II. Seu sistema político foi caracterizado por uma oposição acentuada à Casa de Habsburgo e por um desejo em conseguir para a Prússia o apoio do Reino Unido, uma política apoiada por ele em publicações importantes nos anos de 1786 e 1787. Sua diplomacia também foi dirigida contra a antiga aliada da Áustria, a França. Descende de uma família nobre que havia se instalado na Pomerânia desde o século XIII. Foi membro e curador da Academia de Berlim.

## Atuação no reinado de Frederico II da Prússia

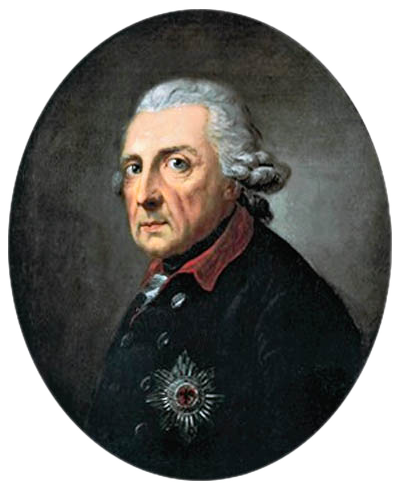
Frederico II Rei da Prússia.

Depois de 1739, ele estudou no ginásio, principalmente, autores clássicos e história em Stettin e em 1742 entrou para a Universidade de Halle an der Saale como um estudante de jurisprudência, tornando-se, devido ao curso, um doutor de leis em 1745. Além de seu estudo principal, ainda estando na universidade, se interessou também por estudos históricos e filosóficos (Christian Wolff). Uma primeira tese para seu doutorado, intitulada Jus publicum Brandenburgicum, não foi publicada, porque ela continha uma crítica da atual condição do Estado.
Logo depois Hertzberg foi trabalhar para o governo, no qual ele foi empregado primeiro no departamento dos arquivos estatais (onde se tornou diretor em 1750), em seguida no Ministério das Relações Exteriores e finalmente em 1763 como chefe de gabinete. Ele se casou em 1752 com a Baronesa Marie von Knyphausen, um matrimônio que foi feliz, mas sem filhos.
Por mais de quarenta anos Hertzberg teve participação ativa no Ministério das Relações Exteriores da Prússia. Nesta função, ele teve influência decisiva na política prussiana, tanto no reinado de Frederico o Grande quanto no de Frederico Guilherme II.

### Participação na Guerra dos Sete Anos

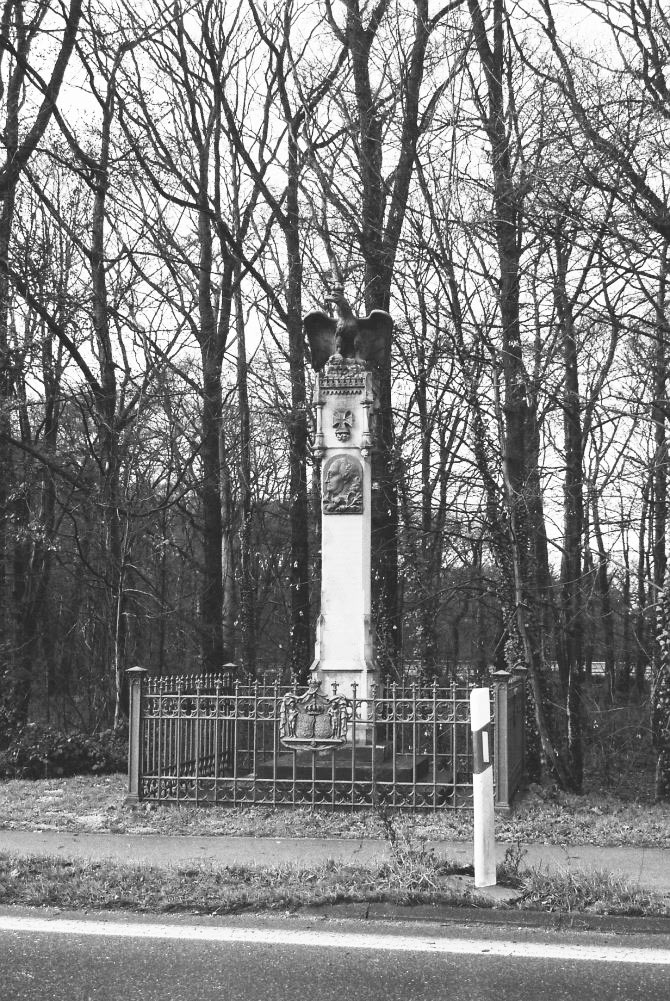
Monumento à Guerra dos Sete Anos em Krefeld, Alemanha.

No início da Guerra dos Sete Anos (1756) ele atuou como escritor político na disputa Hohenzollern-Habsburgo, publicando os artigos Ursachen, die S.K.M. in Preussen bewogen haben, sich wider die Absichten des Wienerischen Hofes zu setzen und deren Ausfuhrung zuvorzukommen ("Motivos que induziram o rei da Prússia a se opor às intenções da corte de Viena, e impedir que eles sejam levados a efeito"), e Mémoire raisonné sur la conduite des tours de Vienne et de Saxe, baseado nos documentos secretos levados por Frederico o Grande dos arquivos de Dresden.
Depois da derrota prussiana na Batalha de Kolin (18 de junho de 1757), que obrigou Frederico a abandonar o assédio de Praga e sair da Boêmia, Hertzberg dirigiu-se às pressas para a Pomerânia a fim de lá organizar a defesa nacional e formar as tropas necessárias para a proteção das fortalezas de Stettin e Kołobrzeg.
No mesmo ano ele conduziu as negociações de paz com a Suécia e foi de grande valia em firmar o Tratado de Hubertsburg obtendo da Áustria, em definitivo, a Silésia e pondo fim à guerra (1763). Após o tratado de paz, o Rei o recebeu com as seguintes palavras: "Eu o congratulo. Você tem feito a paz como eu fiz a guerra, um contra muitos".
A partir de então a Prússia tornou-se uma grande potência europeia. Isto deu início à rivalidade entre Prússia e Áustria pela liderança da Alemanha.

### Política externa

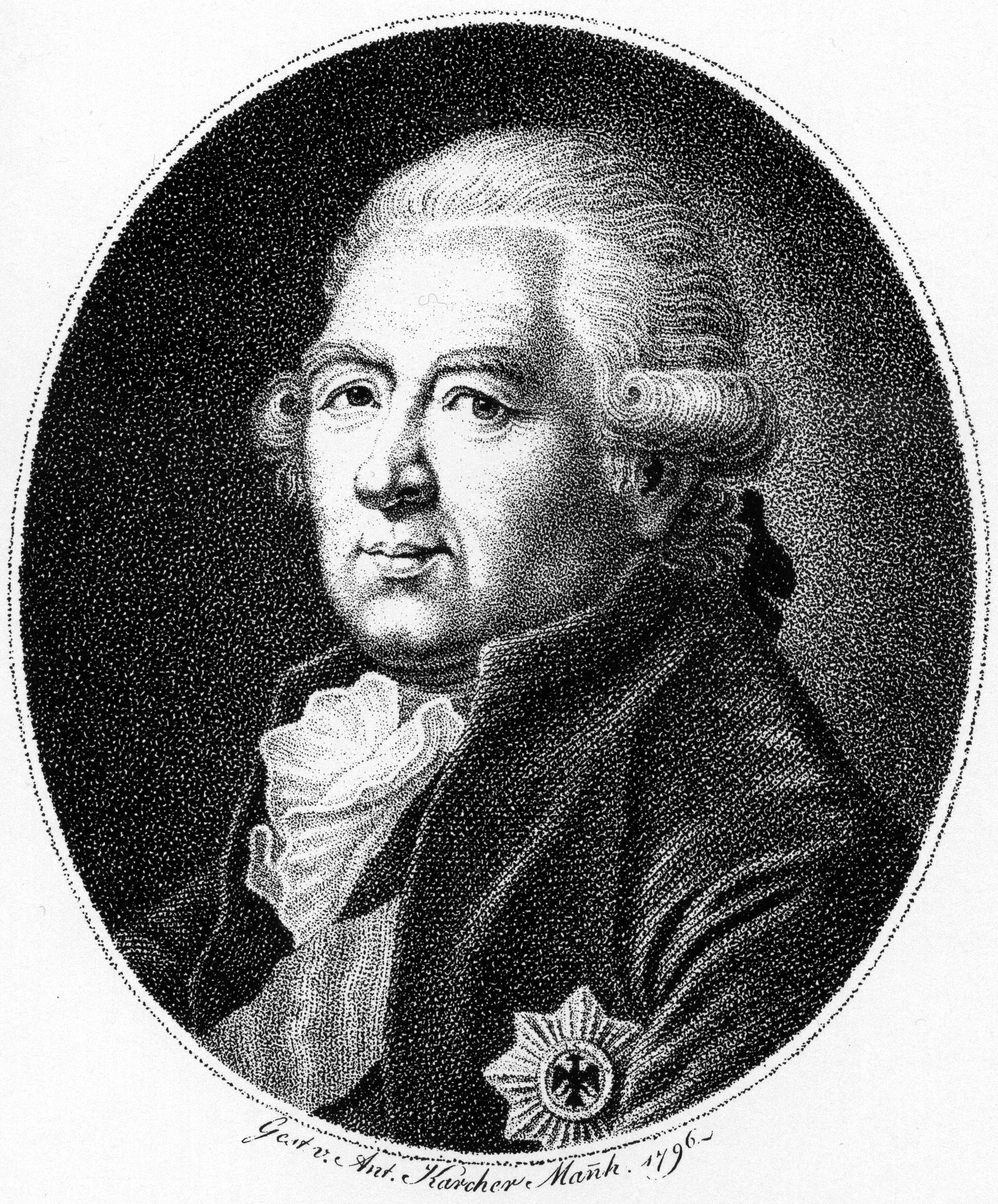
Ewald Friedrich Graf von Hertzberg

Nos últimos anos do reinado de Frederico o Grande, Hertzberg também teve um importante desempenho na política externa. Em 1772, em uma dissertação baseada em estudos históricos, ele defendeu a reivindicação da Prússia sobre certas províncias da Polônia. Ele também atuou com sucesso, como especialista em direito internacional, nas negociações concernentes à sucessão na Baviera (1778) e no estabelecimento do Tratado de Teschen (1779). Mas em 1780 não conseguiu defender os interesses prussianos para a eleição do bispo de Munster. Em 1784 surgiram os escritos de Hertzberg que continham um estudo completo da Fürstenbund. Ele defendeu esta mais recente criação de Frederico o Grande principalmente por trazer uma visão para uma reforma mais enérgica do Império, apesar da ideia de uma unidade alemã ainda estar longe de seus planos.
Em 1785 escreveu "Uma explicação dos motivos que levaram o Rei da Prússia a propor para os outros Estados do Império uma associação para a manutenção do sistema do Império" (Erklarung der Ursachen, welche S.M. in Preussen bewogen haben, ihren hohen Mitstanden des Reichs eine Association zur Erhaltung des Reichssystems anzutragen). Por apoiar a Fürstenbund Hertzberg fez muitos inimigos, dentre os mais importantes estava o irmão do rei, o Príncipe Henrique. Embora a Fürstenbund tenha falhado em efetivar a reforma do Império, ela pelo menos impediu o Imperador José II de concretizar seu antigo sonho de incorporar a Baviera na Áustria.
O último ato de governo do qual Hertzberg participou no reinado de Frederico o Grande foi o acordo comercial assinado em 1785 entre a Prússia e os Estados Unidos da América. Com Frederico, especialmente em seus últimos anos, Hertzberg manteve um relacionamento pessoal muito íntimo e era freqüentemente o convidado do rei em Sans-Souci.

## Atuação no reinado de Frederico Guilherme II da Prússia
No reinado de Frederico Guilherme II sua posição de influência na corte de Berlim não foi à princípio alterada. O rei logo o recebeu com apreço, como é comprovado por sua elevação à posição de conde em 1786; e Honoré Gabriel Riqueti de Mirabeau não o teria atacado com tanta violência em sua História Secreta da Corte de Berlim, publicado em 1788, se ele não lhe parecesse o homem mais poderoso depois do rei. Em seu ataque Mirabeau parece ter sido influenciado pelos inimigos pessoais de Hertzberg na corte.
O sistema político de Hertzberg se manteve, no geral, o mesmo durante o governo de Frederico Guilherme II como havia acontecido no reinado anterior. Foi principalmente caracterizado por uma oposição acentuada à Casa de Habsburgo e por um desejo em conseguir para a Prússia o apoio do Reino Unido, uma política apoiada por ele em publicações importantes nos anos de 1786 e 1787. Sua diplomacia também foi dirigida contra a antiga aliada da Áustria, a França.
Foi devido a isso que a Prússia interveio nos Países Baixos, mesmo inicialmente contra a vontade do rei, em defesa de Guilherme V contra o partido democrático francês, em 1787. O sucesso desta intervenção, que foi a realização prática de um plano muito característico de Hertzberg, marcou o ponto culminante em sua carreira.

### Declínio político
Mas as divergências entre ele e o novo rei, que já havia aparecido por ocasião da conclusão da tríplice aliança entre os Países Baixos, a Inglaterra e a Prússia, tornou-se mais marcante nos anos seguintes, quando Hertzberg, confiando nesta aliança e imitando a política empregada durante o governo de Frederico II quando da primeira partição da Polônia, buscou tirar vantagem das dificuldades da Áustria com a Rússia na guerra contra o Império Otomano para assegurar para a Prússia uma parte do território pela intervenção diplomática.
De acordo com seu plano, a Prússia se ofereceria para mediar o conflito no momento certo e na redistribuição territorial que a paz traria, para conseguir para si a região de Danzigue e Toruń (em alemão: Thorn). Além disso, ele lutava para impedir a restauração da hegemonia da Áustria no Império e secretamente alimentava a esperança de restabelecer a aliança russa de Frederico o Grande. Com uma rara obstinação ele continuou a perseguir esses objetivos até mesmo quando, devido a acontecimentos militares e diplomáticos, eles já estavam de certo modo ultrapassados.
Sua posição pessoal tornou-se cada vez mais difícil, à medida que as diferenças de opinião entre ele e o rei foram ficando mais visíveis durante essas campanhas diplomáticas: Hertzberg desejava resolver tudo através de meios pacíficos, enquanto que Frederico Guilherme II estava determinado a declarar guerra à Áustria.
Com relação à política polonesa, também, suas ideias entraram em conflito. Hertzberg havia sido sempre abertamente contrário à aniquilação total do reino polonês. O mesmo é verdade da atitude do rei e ministro do Reino Unido. Nas conferências em Reichenbach, no verão de 1790, esta oposição tornou-se mais e mais aguda e Hertzberg estava sozinho e com dificuldades para conseguir um acordo meramente nas bases do status quo, como exigido pelo Primeiro Ministro britânico, William Pitt o Jovem. A renúncia do rei de qualquer extensão territorial foi imprudente, na visão de Hertzberg e esta visão seria mais tarde endossada por Otto von Bismarck.
Uma carta que chegou às mãos do Rei, na qual Hertzberg criticava severamente a política externa do rei e particularmente seus planos para atacar a Rússia, levaram a sua destituição do cargo em 5 de julho de 1791. Ele ainda tentou, após isto, exercer sua influência sobre assuntos externos, mas em vão. O rei demonstrou cada vez mais hostilidade pessoal para com seu ex-ministro e nos anos seguintes perseguiu Hertzberg, agora de maneira mais exacerbada, com todo o tipo de perseguições mesquinhas, como a que ordenava que sua correspondência fosse aberta. Até mesmo em seu interesse literário Hertzberg achou um adversário no ingrato rei. Frederico Guilherme dificultou ao máximo o seu acesso aos arquivos do governo até que no fim ele desistiu de tentar. 

## Continuidade dos estudos
Hertzberg encontrou nos estudos, contudo, algum conforto para a sua desilusão e desânimo, e, Wilhelm von Humboldt observou: "Ele foi o mais instruído de todos os ministros prussianos". Especialmente por ser um membro da Academia de Berlim, e, desde 1786 em diante, seu curador, Hertzberg continuou uma grande e valiosa atividade no mundo da aprendizagem.
Seus relatórios anuais tratavam de história, estatística e ciência política. O mais interessante é aquele de 1784: Sur la forme des gouvernements, et quelle est la meilleure. Ele é dirigido exclusivamente contra o sistema absolutista (seguindo Montesquieu), apoia uma monarquia limitada e é a favor de estender aos camponeses o direito de serem representados na dieta.
Ele falou pela última vez em 1793 em Frederico o Grande e as vantagens da monarquia. Após 1783 esses discursos causaram uma grande sensação, desde que Hertzberg introduziu neles uma revisão da situação financeira, que nos dias de absolutismo parecia uma inovação sem precedente. Além disso, Hertzberg esforçou-se como acadêmico em mudar o forte caráter francês da Academia e torná-la uma verdadeira instituição alemã.
Ele demonstrou um grande interesse pela antiga língua alemã e literatura. Uma "comissão alemã" especial foi colocada de lado na Academia e preocupou-se com a estruturação de uma gramática alemã e de um dicionário. Ele também manteve relacionamentos muito próximos com muitos dos poetas alemães de seu tempo, especialmente com Christian Friedrich Daniel Schubart. Samuel Pufendorf foi o historiador alemão por quem ele teve a maior estima, dentre todos os de seu interesse. Ele estava igualmente interessado na melhoria da educação fornecida pelo Estado. Em 1780 ele corajosamente defendeu a literatura alemã, que havia sido desacreditada por Frederico o Grande em seu famoso escrito De la litterature allemande.
Hertzberg morreu em Berlim em 22 de maio de 1795 e está sepultado no interior da Igreja do bairro berlinense de Britz (Britzer Dorfkirche).